# Ах'яна
Ах'яна був традиційним музичним театром, а також був відомий як жанр поезії Гуджараті. В основному театр діяв в Гуджараті, західний штат Індії.

## Етимологія та визначення
Ах'яна з санскриту дослівно перекладається як говорити або оповідати. У 12 столітті вчений Хемчандра згадав Ах'яну в своїй Каванусашана як частину історію з релігійних текстів, яку розповідав Грансіка (професійний казкар) в супроводі співу та акторської майстерності для того, щоб проінформувати аудиторію. Це визначення не включає в себе розповіді таких неміфічнихх історій як у Нарсін Мета. В основному, Ах'янам можна дати таке визначення - історії, які розповідає казкар, в супроводі з музикою і акторською майстерністю для того, щоб дати релігійні повчання аудиторії. Доларраі Манкад визначив цей жанр як форму поезії і сферу діяльності.

## Ах'яна

### Виконавець
Оповідачів або професійних оповідачів, які читали Ах'яни називали манабхатамі або Гагаріа-Бхатті. Вони виконували вірші під музику в супроводі акторської гри. Вони носили срібні або мідні кільця на пальцях, які використовувалися для того, щоб видавати звуки, ударяючи по переверненому мідному глечику для води або великому колоподібному металевому горщику з вузькою горловиною і більш широкою частиною посередині. Мана або гагари в гуджараті дослівно означають горщик. Для подальшого музичного супроводу використовувалися тарілки (jhanjh), циліндричні барабани з високим корпусом (pakhavaj), табла, і фісгармонії.
Ах'яни розповідалися тільки манабхаттами, які належали до касти брахманів, тому Ах'яни, котрі написав автор з іншої касти, були дані їм тільки для декламації. Накар з касти Бані, гуджаратський автор в середньовічній літературі, вважається одним з тих, хто не належить до брахман.Вони в основному знаходилися в південній стороні Гуджарату.

### Тематика
Це форма прийняття релігійних епізодів з міфологічних історій, а так же билин, таких як Рамаяна, Махабхарата і Бхагавата. Іноді були введені неміфологічні історії релігійних переказів, наприклад Нарсін Мета.

### Форма
Ах'яни розділені на кілька строф, так звані Кадавіни. Кадавін походить від слова на санскриті кадавак, що означає 'походження від нагромадження мелодій and ритмів'. Кадавін або ж розповідь складається з трьох частин: Мукхабандх (введення або преамбула), Дхал (оповідання) і Валан (висновки). Мукхабандх - це два перших рядки, в яких йдеться про тему або причини оповідання. Дхал є розповіддю в деталях про те, що сталося. Валан - останні два рядки, в яких спочатку описується короткий виклад епізоду, про який розповідають, а потім епізоду про який буде розповідь. Все Ах'яни розказані в цих трьох частинах Кадавін. Іноді, при сильному емоційному напруженні, використовується Пада - форма між оповідною і описовою частинами Ах'ян. 
Так як Ах'яна тісно пов'язана з релігійною поезією, все починається з поклоніння Ганеші, бог, який допомагає подолати всі перешкоди, після якого йде Сарасваті, богиня навчань. Після цього, оповідач вводить в розповідь епізод, який взятий з міфології, билин або життів прихильників. Після розповіді, в самому кінці оповідач цитує колофон. У колофон входить ім'я оповідача, дата твори і така автобіографічна інформація, як місце проживання оповідача, ім'я його батька або наставника, відомості про його сім'ю. Вірш закінчується одним або більше Фалашруті, матеріальні блага, які даються після прослуховування Ах'ян. Їх додають з метою залучення уваги аудиторії. Глядачам обіцяють, що ці блага, як порятунок від усіх гріхів, мокші, це кінець тілесних недуг, народження дитини, багатство. Для того, щоб розповідь мало вплив на людей, іноді оприлюднять справжні джерела історії або навіть частина поеми. Хоч ці розповіді і взяті з билин і міфології, іноді їх розповідали для того, щоб розважити публіку. Історії переробляли так, щоб внести в розповідь звичаї і культуру того часу, щоб зробити його більш сучасним для того часу. Все Ах'яни закінчуються на щасливій ноті, як це прийнято в театральні традиції санскриту. 
Довжина Ах'ян значно варіювалася, як і Сідамахаріт, який тривав від трьох до чотирьох годин, поки читалася Налакх'яна, яку викладали до декількох днів. 

## Історія
В роботі Хемчандра, Кавіанісашана, Ах'яна описується як форма поезії в 12 ст. Поет 15-го століття, Бхалан написав величезну кількість Ах'ян, включаючи відому Налах'ян, де розповідається історія Нали і Дамаянті. Також були дуже популярні Кунварбайну Мамеру, пов'язані з життям Нарсін Мета. Накар був одним з небагатьох авторів в 16 столітті, хто не належав до касти брахманів. Бхоха Бхагат і Шамал Бхатт (17 ст.) написали кілька Ах'ян. Вірджи (17 ст.) написав Ах'яну Баліраяну, на основі історії Махабалі. Ах'яна досягла свого піку в 16-17 столітті. Одним з найвідоміших тлумачів мистецтва в цей час був Премананд Бхатт. Він написав Окхахаран, який заснований на історії Аннірудха-Уша. Це було важливим елементом у релігійному житті середнього класу гуджаратців протягом декількох сот років. Ця тенденція продовжувала знижуватися і майже зникла в 19-му столітті. Пізніше дехто з гуджаратських поетів сучасності, такі як Балмукунд Дейв написав Ах'яни в жанрі поезії, але Ах'яни більше ніколи не виконувалися знову. В даний час тільки ода сім'я з Вадодара в Гуджараті виконує Ах'яни. 